# Imperi Romà d'Occident
L'Imperi Romà d'Occident fou la part occidental de l'Imperi Romà durant el període en el qual era administrada per una cort imperial pròpia, especialment entre el 395 i el 476, quan les províncies occidentals i les orientals eren governades per dues corts diferents, cadascuna amb la seva pròpia successió imperial. Les denominacions «Imperi Romà d'Occident» i «Imperi Romà d'Orient» són termes moderns per referir-se a territoris que només eren independents de facto. Els romans de l'època no consideraven que l'Imperi s'hagués dividit en dos estats diferents, sinó que simplement el veien com una única entitat política governada per dues corts imperials diferents per facilitar-ne l'administració. L'Imperi d'Occident caigué el 476 i fou dissolt formalment el 480, mentre que l'Imperi d'Orient es mantingué fins al 1453.
Malgrat que ja hi havia hagut períodes de govern conjunt per diversos emperadors, la idea que una única persona no podia dirigir tot l'Imperi per si sola fou plasmada en les reformes promulgades per l'emperador Dioclecià després de les calamitoses guerres civils i pulsions separatistes de la crisi del segle iii. El 286 introduí la tetrarquia, un sistema que preveia dos emperadors de rang superior o augustos, un a Occident i l'altre a Orient, cadascun amb el seu lloctinent o cèsar (emperador de rang inferior i successor designat). Tot i que el sistema de la tetrarquia no fou gaire longeu, la divisió administrativa entre Occident i Orient es mantingué d'una manera o altra al llarg dels segles següents. Així doncs, l'Imperi Romà d'Occident existí de manera intermitent entre els segles iii i v. Alguns emperadors, com ara Constantí I i Teodosi I, governaren l'Imperi en solitari com a únic august. A la seva mort el 395, Teodosi I dividí l'Imperi entre els seus dos fills: Honori assumí la dignitat imperial a Occident, amb capital a Mediolànum, mentre que Arcadi ho feu a Orient, amb capital a Constantinoble.
El 476, Odoacre i els seus federats derrotaren l'exèrcit romà d'Occident en la batalla de Ravenna. Seguidament, el capitost germànic deposà l'emperador adolescent Ròmul Augústul i es convertí en el primer rei d'Itàlia. El 480, l'anterior emperador d'Occident, Juli Nepot, fou assassinat i l'emperador d'Orient, Zenó, dissolgué la cort occidental i assumí la jurisdicció sobre la totalitat de l'imperi. El 476, data popularitzada per l'historiador britànic del segle xviii Edward Gibbon per a la caiguda de l'Imperi d'Occident, sovint es fa servir com a límit entre l'edat antiga i l'edat mitjana. Tant el regne d'Odoacre com altres regnes bàrbars, molts dels quals eren antics aliats de l'Imperi Romà d'Occident que havien rebut terres a canvi del seu suport militar, mantingueren l'aparença de continuïtat amb l'Estat romà mitjançant l'ús dels sistemes administratius romans i sotmetent-se en teoria, tot i que no en la pràctica, a la sobirania de la cort romana d'Orient.
Al segle vi, l'emperador Justinià I restablí el domini imperial directe sobre gran part de l'antic Imperi Romà d'Occident, incloent-hi les pròsperes regions del nord d'Àfrica, les terres ancestrals romanes d'Itàlia i parts d'Hispània. La inestabilitat política dels territoris centrals d'Orient, juntament amb invasions de potències exteriors i l'esclat de conflictes religiosos, afeblí progressivament l'autoritat de l'Imperi sobre aquestes regions fins que caigueren definitivament fora del seu control. Malgrat que l'Imperi Romà d'Orient mantingué una presència al sud d'Itàlia fins al segle xi, en aquell moment la influència de l'Imperi sobre l'Europa de l'Oest ja havia quedat molt tocada. L'any 800, el rei dels francs, Carlemany, es feu coronar emperador romà pel papa, inaugurant una nova línia imperial que acabaria desembocant en el Sacre Imperi Romanogermànic. Tot i que aquesta nova entitat pretenia ressuscitar el títol imperial a l'Europa de l'Oest, en realitat no tenia cap relació significativa amb les tradicions o institucions romanes. El 1054, el Gran Cisma entre les esglésies de Roma i Constantinoble reduí encara més la poca autoritat que conservava l'emperador de Constantinoble a Occident.

## Context
L'expansió de la República Romana feu que assolís una extensió territorial que dificultava el govern efectiu de les províncies més remotes des del seu centre administratiu a Roma. La immensitat de l'Imperi complicava molt les comunicacions i el transport. Les notícies d'invasions, rebel·lions, catàstrofes naturals o epidèmies eren transmeses per vaixell o correu muntat i sovint calia molt de temps perquè arribessin a Roma, sense oblidar el temps que calia perquè les decisions preses pel govern fessin el trajecte invers i fossin aplicades. Així doncs, els governadors de les províncies gaudien d'autonomia de facto en nom de la República Romana. Les seves comeses incloïen dirigir els exèrcits, administrar els impostos recaptats i exercir de jutges en cap de les seves respectives províncies.
El 43 aC, abans de la fundació de l'imperi, els territoris de la República Romana s'havien repartit entre els membres del segon triumvirat: Marc Antoni, Octavià i Marc Emili Lèpid. A Marc Antoni li foren assignades les províncies orientals: Acaia, Macedònia i l'Epir (corresponent aproximadament a les actuals Grècia, Albània i costa de Croàcia), Bitínia, el Pont i Àsia (corresponent aproximadament a l'actual Turquia), Síria, Xipre i Cirenaica. La majoria de l'aristocràcia d'aquests territoris havia estat grega des de la seva conquesta per Alexandre el Gran. De fet, tota la regió i, especialment, les seves ciutats principals havien estat assimilades a la cultura grega en gairebé tots els aspectes i tenien el grec com a lingua franca.

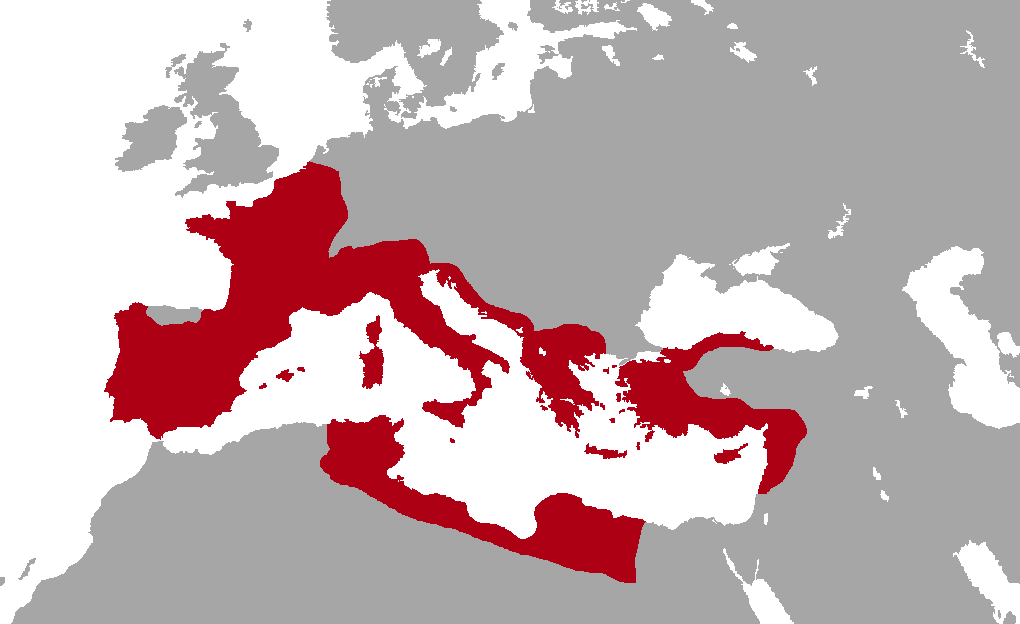
La República Romana abans de les conquestes d'Octavià

Octavià rebé les províncies occidentals: Itàlia, la Gàl·lia (actual França), la Gàl·lia Belga (parts de l'actual Benelux) i Hispània (actuals Espanya i Portugal). Aquestes terres també incloïen colònies gregues i cartagineses situades a les costes, tot i que tribus cèltiques com ara els gals i els celtibers hi mantenien l'hegemonia cultural. A Lèpid li fou assignada la província menor d'Àfrica (corresponent aproximadament a l'actual Tunísia), però Octavià la hi arrabassà poc després alhora que afegia Sicília als seus dominis.
Gràcies a la seva victòria sobre Marc Antoni en la Quarta Guerra Civil Romana, Octavià s'erigí en amo i senyor d'un Imperi Romà unificat. L'Imperi era un mosaic de cultures que passarien per un procés de romanització gradual al llarg dels segles posteriors. Malgrat que la cultura predominantment llatina d'Occident i la predominantment grega d'Orient es mostraren totalment compatibles, a llarg termini els esdeveniments polítics i militars acabarien tornant a alinear l'imperi amb aquestes fronteres culturals i lingüístiques. Les tradicions llatines i gregues (així com, en certa manera, les llengües en si) sovint convergiren en disciplines com ara la història (p. ex. amb Cató el Vell), la filosofia i la retòrica.

### Revoltes i canvis polítics
Les rebel·lions i els alçaments de poca envergadura eren relativament freqüents arreu de l'imperi. Quan una tribu conquerida o una ciutat oprimida es revoltava, s'hi enviaven legions per sufocar la rebel·lió. Aquest procediment, que no presentava gaire dificultat en temps de pau, es complicava en temps de guerra. El nombre de legions augmentava considerablement cada vegada que s'engegava una campanya militar a gran escala, com ara quan Vespasià dirigí els exèrcits contra la Gran Revolta Jueva. A fi d'assegurar-se la lleialtat dels seus generals, alguns emperadors pragmàtics en prenien els familiars com a ostatges. Per exemple, Neró retingué Domicià i Quint Petil·li Cerial, governador d'Òstia, respectivament el fill petit i el cunyat de Vespasià. Finalment, una revolta de la Guàrdia Pretoriana, subornada per agents de Galba, posà fi al regnat de Neró. La Guàrdia Pretoriana, una mena d'«espasa de Dàmocles» que penjava sobre els emperadors, era considerada una unitat de lleialtat molt discutible, principalment a causa de la seva participació en intrigues de palau i el derrocament de diversos emperadors, incloent-hi Pèrtinax i Aurelià. Les legions frontereres aviat seguiren el seu exemple i començaren a implicar-se en guerres civils. Per exemple, les legions d'Egipte i les províncies orientals tingueren un paper significatiu en la guerra civil del 218 entre l'emperador Macrí i el pretendent Elagàbal.
Gradualment es consolidaren dues fronteres clau. A l'oest, les tribus germàniques que vivien a l'altra banda del Rin i el Danubi eren un enemic important. El primer emperador, August, desistí de conquerir-les després de la derrota sense pal·liatius dels romans en la batalla del bosc de Teutoburg. Tanmateix, la principal amenaça per a l'Imperi Romà era l'Imperi Part, situat a la seva frontera oriental. Els parts es trobaven massa lluny i eren massa poderosos per ser conquerits; mentre que el perill d'una invasió parta era constant. Els parts repel·liren diverses invasions romanes i, fins i tot quan emperadors com Trajà o Septimi Sever foren capaços d'arrabassar-los grans territoris, les regions conquerides els foren retornades per forjar una pau duradora. L'Imperi Part fou succeït per l'Imperi Sassànida, que continuaria les hostilitats amb l'Imperi Romà durant els segles següents.
La seva relativa proximitat a Roma i la falta d'unitat entre els germànics facilitaven bastant el control de la frontera occidental. Tanmateix, en temps de guerra era difícil vigilar les dues fronteres alhora. La marxa d'un emperador en campanya a l'est oferia un escenari propici per a la rebel·lió d'un general ambiciós a l'oest, i viceversa. Aquest oportunisme en temps de guerra fou un maldecap per a molts emperadors i alhora una via d'accés al tron per a d'altres. Felip l'Àrab, Trebonià Gal i Emilià foren alguns dels generals que usurparen el tron i, al seu torn, acabaren perdent el poder a mans d'un altre usurpador.

## Crisi delsegleiii

Els imperis romà, de les Gàl·lies i de Palmira el 271

L'assassinat de l'emperador Alexandre Sever el 18 de març del 235 sumí l'Imperi Romà en un període d'anarquia militar de cinquanta anys que avui en dia es coneix com a «crisi del segle iii». Alhora, l'agressivitat de l'Imperi Sassànida, que havia sorgit de les cendres de Pàrtia, constituïa una amenaça important per a la frontera oriental de l'Imperi Romà, com ho demostra la captura de l'emperador Valerià pel rei dels reis Sapor I el 259.

## Canvis militars
El principal canvi que es va produir entre les èpoques de la pax romana i la divisió de l'Imperi Romà es va veure sobretot en l'exèrcit romà. Després de la Batalla d'Adrianòpolis, l'imperi va deixar de basar la seva estratègia en la formació de les legions a favor de la cavalleria; les armes utilitzades per les legions, com el gladius o el scutum, van deixar pas a la més llarga spatha i a escuts de forma rodona, a l'estil bàrbar; les populars armadures romanes conegudes com a lorica segmentata van donar pas a les més barates i menys eficaces cotes de malla, que antigament només eren usades per les tropes auxiliars. Això es va deure, d'una banda, al fet que l'exèrcit romà va començar a introduir guerrers bàrbars a l'exèrcit; aquests eren anomenats federati. I de l'altra, a causa de l'escassetat d'or en les arques imperials, que va obligar l'exèrcit romà a abaratir el cost dels seus materials.
A part dels canvis materials i estratègics de l'exèrcit, l'escassetat de caps militars capaços també va ser un factor decisiu. En els últims compassos de l'Imperi Romà d'Occident, gairebé la totalitat de l'exèrcit romà estava composta per bàrbars federati. Això vol dir que la disciplina tàctica i militar, que tanta fama havia donat a les legions en el passat, era només això: passat. I l'escassetat de caps militars que ja hem esmentat feia que els exèrcits estiguessin al comandament de generals incompetents, que més que pels seus mèrits hi eren per la seva proximitat als governants romans. Només hi havia uns pocs líders capaços, que amb habilitat i destresa aconseguien mèrits per a l'imperi, lluitant principalment contra els bàrbars o en revoltes internes, com ho van ser Flavi Aeci, Estilicó o Ricimer, però a causa de l'excés de popularitat que arribaven a assolir gràcies als seus èxits, o bé eren assassinats per aquells en què despertaven enveges, o bé s'aprofitaven del poder que tenien per governar en nom d'altres.

## Decadència occidental i prosperitat oriental

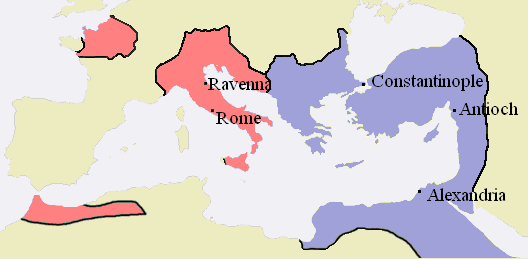
L'Imperi Romà d'Occident i l'Imperi Romà d'Orient el 476

A la mort de l'emperador Teodosi I, aquest va dividir l'Imperi Romà en dues meitats, al seu fill gran, Arcadi, li va donar el tron de l'Imperi Romà d'Orient, mentre que al seu fill menor, Honori, el va nomenar emperador a Occident; sabent que el seu fill era molt jove, va nomenar el general Estilicó tutor seu. Després de la divisió de l'Imperi Romà, Occident va quedar conformat per Hispània, Itàlia, Gàl·lia, Britànnia, el Magrib i les costes de Líbia, mentre que Orient estava conformat per la península dels Balcans, Anatòlia, el Llevant i Egipte, i esdevingué amb el temps l'Imperi Romà d'Orient.
Honori va situar la capital a Milà. Ja des de feia temps, la meitat occidental de l'Imperi Romà s'havia vist sotmesa a contínues guerres civils pel poder, amb generals que es rebel·laven cada pocs mesos i s'autocoronaven emperadors alternatius, especialment a Britànnia i a la Gàl·lia. A aquest complicat quadre, que feia molt difícil mantenir el govern sobre l'Imperi d'Occident, s'hi unien les contínues ingerències dels pobles bàrbars, que s'oposaven alternativament a les ordres d'uns o altres contendents o trencaven amb tots lliurant-se al saqueig segons els convenia.
Per tot això, Occident va patir de forma molt més contundent les conseqüències de la crisi del segle iii, mentre que Orient aconseguia recuperar-se a poc a poc, malgrat les amenaces frontereres dels gots i dels sassànides, a causa dels ingressos procedents dels rics camps d'Anatòlia i Egipte, la seva major cohesió interna i la seva població més abundant i menys afectada per guerres civils, corrupció i les pestes que hi havia a Occident.

## Invasions germàniques

Invasions germàniques i dels huns a l'Imperi Romà, 100-500 dC

La crisi es va apoderar d'Occident quan els visigots sota el comandament d'Alaric I es van dirigir cap a Itàlia l'any 402. En un primer moment, el general romà d'origen vàndal Estilicó, una de les últimes grans figures militars d'Occident, va aconseguir derrotar Alaric I en la batalla de Pol·lència. No obstant això, les tropes romanes ja no eren tan abundants com en temps anteriors i Estilicó només va poder reunir soldats suficients retirant bona part dels que vigilaven la frontera del riu Rin. De resultes d'això, el Nadal del 406 els vàndals, sueus, francs i en menor mesura els gèpids, alans, sàrmates i hèruls, van aprofitar de la congelació del Rin i la retirada de les tropes romanes per lluitar a Itàlia per travessar el riu en massa: vàndals, sueus, alans i burgundis es van estendre creuant el riu i van trobar poca resistència en el saqueig de Moguntiacum i el saqueig de Treviris, envaint completament la Gàl·lia.
Poc després Alaric I va tornar a amenaçar Roma exigint el pagament d'importants tributs, mentre a Britànnia un nou usurpador es coronava a si mateix com a Constanci III. Estilicó va ser incapaç d'aturar la crisi i, víctima de les conjures dels cortesans d'Honori, va ser executat el 408. Les tropes romanes van abandonar Britànnia mentre era envaïda per nous contingents bàrbars per tal d'apaivagar la situació a la Gàl·lia, però poc van poder fer-hi. En tot l'imperi l'autoritat romana s'ensorrava, i només les successives capitals de Milà i Ravenna tenien forces suficients per a defensar-se adequadament.
Amb aquest quadre, a Alaric I li va ser relativament fàcil fer xantatge a l'abandonada ciutat de Roma en assetjar-la successivament el 408 i el 409, i se'n retirava quan obtenia l'or convingut amb el Senat. Però el 410 no li van poder lliurar les 4.000 peces exigides i Alaric va ordenar saquejar la ciutat. Tal fet va ser vist pels mateixos romans com la fi d'una era i un ultratge inimaginable, ja que l'antiga gran capital del vell imperi queia ara saquejada pels bàrbars. I mentre Alaric espoliava la ciutat, Honori es trobava a Ravenna envoltat dels seus aduladors cortesans i no va fer res per evitar-ho. Feia més de set segles que a Roma no entrava un exèrcit estranger.
Alaric I es va dirigir després a Nàpols amb intenció d'embarcar cap a Àfrica, però va morir pel camí. Sorprenentment Gal·la Placídia, germana de l'emperador Honori (refugiat a Ravenna), que havia estat capturada a Roma, va aconseguir convèncer els visigots perquè signessin la pau i s'aliessin amb els romans. Va segellar aquesta aliança casant-se amb el nou rei visigot, Ataülf, al qual se li va cedir l'Aquitània al 412 amb la finalitat que restablís l'autoritat romana sobre la Gàl·lia, i ho va aconseguir després de llargues guerres amb altres pobles bàrbars.
Posteriorment, els gots rebrien també l'encàrrec de restablir l'ordre a Hispània, cosa que van aconseguir amb una conseqüència: expulsant els vàndals d'Hispània el 429, aquests es van dirigir a l'Àfrica i la van arrasar, prengueren Cartago. Allà es van apoderar del que quedava de la flota romana i van aprendre l'art de navegar, estengueren el seu nou imperi marítim sense problemes per Còrsega, Sardenya, part de Sicília i Balears. Van saquejar també moltes ciutats, inclosa de nou Roma el 455. Els romans perdien el domini del mar i la seva principal reserva de cereals, la del nord d'Àfrica.

### Huns
Reduït a la Gàl·lia, Itàlia i part d'Hispània, el decadent imperi va viure una nova amenaça, pitjor encara que les dels pobles germànics. Amb l'arribada dels huns d'Àtila el 451, els romans van conèixer la destrucció total, els saquejos sistemàtics i el genocidi de poblacions senceres. Només va ser possible expulsar l'exèrcit dels huns de la Gàl·lia gràcies al geni militar de l'últim gran general romà d'Occident, Flavi Aeci, que en aliar-se amb els visigots, els francs i els alans, va aconseguir derrotar els huns i els seus vassalls ostrogots en la batalla dels Camps Catalàunics.
No obstant això, Àtila es va recuperar i va envair Itàlia el 452, aturant-se només davant les portes de Roma quan el papa Lleó I el Gran es va entrevistar amb ell. Dos anys més tard, l'emperador Valentinià III, envejós i gelós dels èxits d'Aeci, va manar executar Aeci, desfent-se del seu millor general i condemnant de forma definitiva l'Imperi d'Occident a la destrucció.

## Agonia final

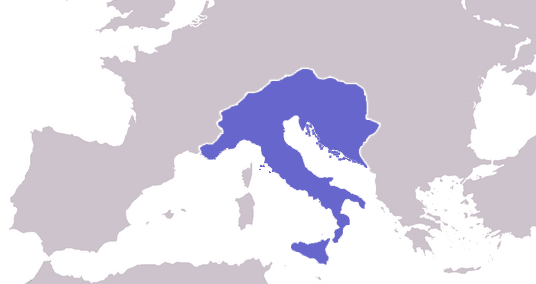
El Regne ostrogot va ser la ruïna de l'Imperi Romà d'Occident

L'any 451 l'afebliment de l'imperi era evident. El rei dels huns Àtila havia estat arrasant Europa i l'Imperi d'Orient. Una carta d'amor per part de la germana de l'emperador occidental (Valentinià III), Honòria, demanava al bàrbar que la rescatés dels murs de Roma i es casés amb ella. Àtila, veient els avantatges que això podria comportar, va marxar contra Roma.
El general romà Flavi Aeci, conegut com «l'últim gran romà», va marxar cap a la frontera, a la Gàl·lia, i va establir aliances amb diferents tribus bàrbares (visigots, francs, alans, burgundis i sàrmates) en el que s'estima un exèrcit d'entre 100.000 i 200.000 soldats. Àtila, amb un exèrcit numèricament superior, format per huns, ostrogots, gèpids, hèruls i turingis, de mig milió de soldats, va avançar. Va ser així com el 20 de juny de l'any 451, es van enfrontar a Chalons. La batalla dels Camps Catalàunics seria èpica. Es calcula que les baixes van ser importants en tots dos bàndols, i van arribar a un total de 300.000 morts. La victòria s'inclinaria a favor d'Aeci, després de derrotar moralment un, fins llavors, invencible Àtila.
L'any 452 Àtila llançaria una poderosa contraofensiva que el portaria fins a les mateixes portes de Roma. Allà, el papa Lleó I es va reunir en secret amb ell, i després d'això, Àtila va ordenar la retirada de les seves tropes sense cap explicació. Encara no se sap què va passar entre ells dos, encara que probablement Àtila es retirés a causa de la fam i epidèmies que patia el seu exèrcit, i que li impediria mantenir un setge sobre Roma.
Poc després, les forces d'Àtila serien aniquilades per una gran pesta i els huns desapareixerien. Després de la desaparició d'Àtila, Valentinià III va començar a dubtar de la importància d'Aeci i de la seva lleialtat, i l'assassinà a traïció al 454. Un any després, el 455, el senador Petroni Màxim, al costat d'amics d'Aeci, van assassinar Valentinià III i van prendre el poder. El 455, el rei bàrbar Genseric va desembarcar a Itàlia i va saquejar Roma, matà Petroni Màxim.
En aquell temps, era clar que el destí de l'Imperi Romà d'Occident estava més que segellat. Valentinià havia mort sense cap hereu, el saqueig de Roma havia suposat un cop brutal, sobretot a la moral romana, els exèrcits no tenien un líder capaç després de l'assassinat d'Aeci a mans de Valentinià, i els romans van descobrir que els huns i els visigots no eren els seus majors enemics. Després de l'autoproclamat emperador Petroni Màxim, va arribar el saqueig de Genseric, que va ser més brutal que el del got Alaric, esclavitzà els habitants i saquejà tot allò que posseís riqueses, encara que gràcies al papa Lleó I el Gran, els vàndals de Genseric no van cometre les accions que acompanyaven els saquejos, com incendis o violacions.
Després del saqueig i amb la marxa de Genseric, va ser elegit emperador Avit, que ja havia estat magister militum amb Petroni Màxim, Avit va nomenar magister militum Ricimer i aquest va dur a terme algunes campanyes reeixides a la Pannònia i contra els vàndals en nom de l'emperador, encara que ni de lluny va aconseguir bloquejar el seu poder naval. Aprofitant una sèrie de revoltes a Roma, i sabent el que li solia passar als militars reeixits, a més de comptar amb el suport del Senat, Ricimer i el seu associat Majorià es van revoltar contra Avit i el van deposar.
Després del deposat Avit, va arribar Majorià, que havia estat coronat per Ricimer, però Majorià va resultar ser massa independent del que Ricimer volia i després del fracàs de Majorià va dirigir una expedició contra els vàndals que va culminar en el desastre de la Batalla de Cartagena (el fracàs va tenir molt a veure amb Ricimer i molts oficials romans), Majorià va ser obligat a abdicar pels seus propis soldats.
Després de deposar Majorià, Ricimer va coronar Libi Sever, que va resultar ser més manipulable que el seu antecessor, encara que aquest moriria aviat, bé enverinat per Ricimer o bé per causes naturals. Li succeiria el considerat últim emperador capaç, Procopi Antemi. El regnat d'Antemi va començar bé, ja que era el candidat de l'emperador oriental i amb la bona predisposició de Ricimer. Antemi va emmalaltir i va entrar en un estat de bogeria, Ricimer ho va aprofitar per aixecar-se contra ell, aquest va executar Antemi després de derrotar-lo i el va succeir Anici Olibri, el candidat de Ricimer, i el seu ara aliat, Genseric. En aquells dies, en què Ricimer nomenava emperadors com volia, i en què les seves funcions eren merament nominals, era clar que les funcions de l'emperador havien deixat de tenir sentit, i un sol càrrec fort, en aquest cas, Ricimer, únicament mantenia viva la farsa dels emperadors per poder actuar amb total llibertat i sense oposició.
El regnat d'Anici Olibri només duraria uns mesos, després d'aquest arribaria Gliceri, que havia estat designat emperador pel nou mestre dels soldats, Gundebald, nebot del mort Ricimer, però com Gliceri era un usurpador per a l'emperador oriental, Lleó I el Traci, aquest va designar com a emperador Juli Nepot, governador de la Dalmàcia, aquest va arribar a Ravenna i va expulsar Gliceri, encara que li va perdonar la vida i es va fer nomenar emperador, immediatament va tractar de signar la pau amb Genseric, però a aquest no li interessava. Juli Nepot va alçar un bàrbar anomenat Flavi Orestes com a magister militum, però aquest va prendre Ravenna i va deposar Nepot, per nomenar al seu propi fill, Ròmul Augústul, com a emperador, encara que aquest només tenia poc més de 10 anys. Juli Nepot tornà a Dalmàcia sent considerat per Orient com l'autèntic emperador legítim.
Quan els hèruls, escirs i mercenaris turingis van exigir terres a Itàlia, Flavi Orestes es va negar i va ser capturat i executat pel cabdill bàrbar Odoacre, aquest va deposar el jove Ròmul Augústul i va enviar les insígnies imperials a Constantinoble, a canvi, l'emperador oriental, Zenó, va nomenar Odoacre patrici. Juli Nepot seguiria reclamant les seves pretensions al tron imperial fins que va morir l'any 480. Tot i que l'any 476 és considerat el final de l'Imperi Romà d'Occident, aquest ja havia desaparegut feia temps i només es conservava la dignitat imperial de manera nominal.
Temps després, i ja amb l'imperi occidental desaparegut, el rei ostrogot Teodoric el Gran, per ordre de l'Imperi Romà d'Orient derrotaria i assassinaria Odoacre, fundà així el Regne ostrogot. A la Gàl·lia els visigots estaven assentats al Regne visigot de Tolosa, encara que després de la seva derrota contra els francs, es retirarien cap a Hispània, donant així lloc el Regne visigot de Toledo. Els vàndals van romandre al nord d'Àfrica fins que el Regne Vàndal va ser conquerit pel general romà d'Orient Belisari. I finalment, a Britànnia, s'assentarien els angles i els saxons, que al segle xi serien derrotats per Guillem el Conqueridor.

## Motius de la desaparició
Les guerres civils i les traïcions.

## Divisió
Tot i que l'enderrocament de Ròmul Augústul es considera el final de l'Imperi Romà, això no seria així, ja que l'Imperi Romà d'Orient sobreviuria gairebé mil anys més. Els territoris compresos en l'antic Imperi Romà d'Occident van ser ocupats per les diferents tribus bàrbares, que van ser, la major part d'elles, responsables de la seva caiguda. La divisió dels bàrbars a les antigues fronteres de l'imperi seria així: 
- Península Itàlica: ostrogots i hèruls
- Hispània: visigots, alans i sueus
- Gàl·lia: francs, burgundis i turingis
- Britànnia: angles i saxons
- Germània: alamans i gèpids
- Nord d'Àfrica: vàndals